# GJB4
La proteína beta-4 de la unión gap (GJB4), también conocida como conexina 30.3 (Cx30.3), es una proteína que en los seres humanos está codificada por el gen GJB4.